# Клозе, Мирослав
Миросла́в Йо́зеф Кло́зе (нем. Miroslav Josef Klose, имя при рождении — Миро́слав Ма́риан Кло́зе, пол. Mirosław Marian Klose; род. 9 июня 1978[…], Ополе[…]) — немецкий футболист и тренер.
В рамках клубной карьеры Клозе выступал в составе таких клубов как «Кайзерслаутерн», «Вердер» и «Бавария». В 2011 году перешёл в «Лацио» и забил 40 голов в 100 первых матчах за клуб, включая первый пента-трик в истории клуба. В 2012 году получил награду FIFA Fair Play за эпизод, имевший место в поединке против «Наполи».
Выступал за сборную Германии. Чемпион мира 2014 года, серебряный призёр чемпионата мира 2002 года и Евро-2008, обладатель бронзы мировых чемпионатов 2006 и 2010 годов, Евро-2012. Занимает первое место среди бомбардиров в истории чемпионатов мира — 16 мячей. Единственный футболист — обладатель четырёх медалей в истории чемпионатов мира. Лучший бомбардир в истории сборной Германии с 71 голом. Занимает второе место по количеству матчей за немецкую сборную (137 матчей) после Лотара Маттеуса (150 матчей).

## Ранние годы
Мирослав Клозе родился 9 июня 1978 года в польском городе Ополе в семье футболиста Йозефа Клозе и гандболистки Барбары Еж, выступавшей в национальной сборной Польши на позиции вратаря. Мирослава Клозе часто называют поляком, но это верно лишь отчасти: этнической полькой является его мать, а отец футболиста по происхождению немец. Сам футболист предпочитает называть себя просто европейцем, но признаётся, что говорить на польском языке ему гораздо удобнее, поэтому дома его семья общается на польском, а немецкий язык дети — близнецы Луан и Ной — изучали в детском саду.
В 1981 году семья Клозе переехала во Францию, где с 1978 года играл отец Мирослава, а в 1987 на правах фольксдойче перебралась в ФРГ, в город Кузель. Адаптация в новой стране не была лёгкой: поначалу Мирек испытывал большие трудности с немецким и был из-за этого переведён из четвёртого класса во второй. Преодолеть языковой барьер и сблизиться со сверстниками Клозе помог футбол, которому он посвящал большую часть свободного времени:

Мне было восемь с половиной лет, когда я переехал в Германию, и футбол был для меня всем. Футбол стал для меня средством интеграции, меня всегда выбирали первым в команду, потому что я всегда играл лучше всех. Здесь я добился признания и обрёл друзей. Я знал, что однажды получу шанс играть за Германию, и это всегда было для меня стимулом.
По настоянию родителей Мирослав по окончании школы поступил в реальное училище и выбрал профессию плотника. Несмотря на новое занятие, Клозе не забывал о футболе. Его первой командой стал клуб 7-й немецкой лиги из Блаубаха-Диделькопфа, расположенного неподалёку от Кайзерслаутерна. На перспективного форварда обратили внимание в «Хомбурге», игравшем в более высоком — пятом — дивизионе. За один сезон в новом клубе Мирослав Клозе забил 11 мячей и таким образом привлёк к себе внимание скаутов «Кайзерслаутерна», за год до этого ставшего чемпионом Бундеслиги, и вскоре подписал с клубом контракт.

## Профессиональная карьера

### «Кайзерслаутерн» (1999—2004)

#### Сезон 1999/2000. Начало
Поначалу Клозе играл во второй команде, забив за неё в первом сезоне 11 голов в 36 матчах. Главный тренер клуба Отто Рехагель заметил молодого нападающего и вскоре стал привлекать его к тренировкам с основным составом. 15 апреля 2000 года состоялся дебют Клозе в основной команде «Кайзерслаутерна»: он вышел на поле на 75-й минуте домашнего матча против «Айнтрахта», завершившегося победой 1:0. Вторым и последним в том сезоне матчем за основную команду стало появление на поле на 89-й минуте в гостевой игре против «Вольфсбурга», окончившейся поражением 2:3. «Кайзерслаутерн» занял 5 место в итоговой турнирной таблице, получив возможность участвовать в борьбе за Кубок УЕФА.

#### Сезон 2000/01
В сезоне 2000/01 Мирослав Клозе стал регулярно выходить на поле в составе основной команды, правда, тренер ставил его не на привычную позицию на острие атаки, а в центр поля. Начало сезона оказалось для клуба провальным — из первых семи матчей команда выиграла только два, потерпев три поражения, в том числе и разгромное — со счётом 0:4 — от «Вольфсбурга», и 1 октября Отто Рехагель был отправлен в отставку. Новый наставник Андреас Бреме стал ставить Клозе на его привычную позицию, и тот вскоре оправдал доверие: 20 октября в матче против «Вердера» (2:0) Клозе забил свой первый гол за «Кайзерслаутерн» — после его удара с правой ноги в дальний угол счёт стал 2:0. Тогда же футболист впервые отметил взятие ворот исполнением сальто вперёд, что со временем стало его визитной карточкой. Спустя три дня Клозе забил свой первый еврокубковый гол в матче 1/32 финала Кубка УЕФА против греческого «Ираклиса», открыв счёт на 7 минуте (итоговая победа 3:1). В следующем голевом для себя матче — игре 3 декабря против «Гамбурга» (2:1) Клозе сделал дубль в течение двух минут. Шестью днями позже Клозе отличился в домашнем ответном матче 1/16 финала Кубка УЕФА против «Рейнджерс» (3:0): совершив сольный проход по правому флангу, он отправил мяч в ворота соперника, открыв счёт на 8 минуте игры. На протяжении всей игры Клозе не прекращал натиска на ворота шотландцев, проявив себя, как лидер. Спустя ещё четыре дня Клозе сделал второй дубль в гостевом матче против берлинской «Герты» (4:2). В следующем матче — последнем перед зимним перерывом — в гостях у «Бохума» Клозе забил единственный мяч, ставший для него пятым за последние четыре игры. После возобновления сезона в конце января Клозе продолжал показывать хорошую игру, за 6 туров отметившись одним голом в ворота аутсайдера «Унтерхахинга» (4:0). 3 марта в матче против «Энерги» Клозе получил свою первую в профессиональной карьере красную карточку, не сдержав эмоций и ответив ударом на грубый фол Фарука Гуйдуровича.
«До сих пор не могу понять, почему на меня напал приступ ярости. Я не должен был позволять себе такого, даже несмотря на то, что из-за Гуйдуровича мне пришлось провести больше времени, лежа на газоне, чем стоя на ногах. После матча я извинился перед своими партнёрами и обещал больше не отвечать на грубость.
«Кайзерслаутерн», одолев «Славию» и ПСВ, вышел в полуфинал Кубка УЕФА, а в середине марта поднялся в турнирной таблице Бундеслиги на третью строчку, всерьёз претендуя на золотые медали. Однако далее в чемпионате «Кайзерслаутерн» последовательно был разгромлен ближайшими преследователями дортмундской «Боруссией» (1:4) и «Шальке 04» (1:5), а в полуфинале Кубка УЕФА — добившимся в том сезоне сенсационного успеха «Депортиво Алавес» с общим счётом 2:9. Клуб по итогам сезона занял лишь 8 место в чемпионате. Клозе в сезоне забил 11 мячей (9 в Бундеслиге и 2 в Кубке УЕФА) и прославился как надежда немецкого футбола, превратившись в любимца фанатов и клубного руководства. Параллельно в том сезоне Клозе продолжал ещё выступления за вторую команду «Кайзерслаутерна», забив за неё 14 голов в 13 матчах. За этот сезон зарплата футболиста, равно как и его трансферная стоимость, выросла не менее чем в 10 раз.

#### Сезон 2001/02
Сезон 2001/02 «Кайзерслаутерн» начал успешно, одержав в первых семи матчах семь побед. Выиграть большее количество матчей подряд не удавалось ни одной команде за всю историю Бундеслиги. Клозе забил 16 мячей в 31 игре — на два меньше, чем поделившие титул лучших бомбардиров Бундеслиги Марсио Аморозо и Мартин Макс, «Кайзерслаутерн» поднялся на 7 место в Бундеслиге и дошёл до четвертьфинала Кубка немецкой лиги, где не без труда был побеждён грозной «Баварией».

#### Сезон 2002/03
После чемпионата мира 2002 года многие клубы, в числе которых были «Ювентус», «Манчестер Юнайтед», «Бавария» и «Боруссия Дортмунд» проявили интерес к форварду. Испытывавший серьёзные финансовые трудности «Кайзерслаутерн» был не против продажи футболиста. Однако Клозе остался в команде. Решение оказалось не самым удачным: клуб испытывал постоянные трудности с деньгами и скатывался в аутсайдеры, окончив сезоны 2002/03 и 2003/04 на 14 и 12 местах в турнирной таблице и доходя не далее чем до 1/32 финала Кубка Германии. Ярким примером положения дел в клубе стали поражения от «Теплице» в 3 раунде Кубка Интертото 2002 (на выезде со счётом 0:4, итог двух встреч — 2:5) и квалификационном туре Кубка УЕФА 2003/2004. Как признался сам Клозе, после второго поражения от «Теплице» хотелось бросить футбол. Личные достижения Клозе тоже пошли на спад: в этих двух сезонах ему удалось забить лишь по 10 мячей.

### «Вердер» (2004—2007)
2 марта 2004 года Мирослав Клозе подписал четырёхлетний контракт с новоявленным чемпионом Германии «Вердером», проявлявшим на протяжении всего сезона интерес к Клозе из-за необходимости найти замену уходящему в «Шальке-04» Аилтону. Цена трансфера составила 5 млн евро, зарплата футболиста — 2,5 млн евро в год. Дебют Клозе в новом клубе состоялся 6 августа в матче против «Шальке-04», окончившемся победой со счётом 1:0.
В «Вердере» дела Клозе пошли гораздо лучше. 29 августа, вскоре после первого матча в составе новой команды, форвард открыл счёт своим голам за неё в домашнем матче против «Вольфсбурга», окончившемся, тем не менее, поражением — 1:2. А 25 сентября в матче против «Бохума» (итоговый счёт 4:1) Мирослав Клозе сделал первый хет-трик в Бундеслиге. Клозе хорошо сыгрался с французским полузащитником Жоаном Мику и хорватским форвардом Иваном Класничем, из них сложился мощный атакующий треугольник. Играя с ними, футболист научился действовать не только на острие атаки, но и из глубины поля, о чём свидетельствуют отданные им 9 голевых передач. Всего в том сезоне Клозе забил в Бундеслиге 18 мячей и 3 в групповом этапе Лиги чемпионов, а «Вердер» занял в итоговой таблице 3-е место. В Кубке Германии команда также выступила весьма успешно, дойдя до полуфинала, где уступила «Шальке-04» в серии пенальти. Однако было в том сезоне и позорное поражение в 1/8 финала Лиги чемпионов от «Лиона» со счётом 2:10 по сумме двух матчей.
В сезоне 2005/06 Мирослав Клозе стал лучшим бомбардиром Бундеслиги, забив 27 мячей. Его клуб также улучшил свои позиции, заняв второе место, и завоевала Кубок немецкой лиги, одержав верх над грозной «Баварией». Правда, в Лиге чемпионов, в данном розыгрыше которой Клозе забил 5 мячей, команда снова не смогла преодолеть 1/8 финала, однако поражение в этот раз не было столь унизительным — «Вердер» уступил одному из фаворитов — «Ювентусу» — по количеству голов на выезде при суммарном счёте 4:4.
После Чемпионата мира 2006 года гранды европейского футбола развернули настоящую охоту на Клозе. В качестве основных претендентов на удачливого форварда назывались «Манчестер Юнайтед», «Милан», «Реал Мадрид» и «Арсенал». Мирослав Клозе говорил в интервью, что всегда хотел попробовать свои силы в каком-нибудь звёздном клубе за пределами Германии, но тут же добавлял: «Учтите, что у меня контракт с „Вердером“ до 2008 года». Представители бременского клуба заявили, что Клозе не продаётся ни за какие деньги, и начало сезона 2006/2007 футболист встретил в «Вердере».

### «Бавария» (2007—2011)
26 июня 2007 года президент мюнхенской « Баварии» Карл-Хайнц Румменигге объявил о достижении договоренности с «Вердером» по переходу Клозе. Футболист подписал с клубом четырёхлетний контракт, обойдясь Баварии в 15 миллионов евро. В борьбе за нападающего мюнхенский клуб опередил таких европейских грандов, как испанская «Барселона» и итальянский «Ювентус».
Дебют Клозе в составе «Баварии» состоялся 23 июля в четвертьфинальном матче Кубка немецкой лиги против его бывшей команды — «Вердера», завершившемся победой 4:1. Пропустив полуфинальный матч против «Штутгарта», в финале против «Шальке 04» Мирослав Клозе вышел на поле и принёс своей новой команде победный гол.
Впервые защищать цвета «Баварии» в Бундеслиге Клозе довелось 11 августа в игре против « Ганзы». В том матче Клозе сделал дубль, внеся существенный вклад в итоговую победу 3:0.
27 сентября Мирослав Клозе сделал свой первый хет-трик за «Баварию» в матче против «Энерги», закончившемся со счётом 5:0. Всего за сезон 2007—2008 Клозе забил 20 мячей.
В «Баварии» же с приходом в клуб в летнее межсезонье 2009 года таких нападающих как Марио Гомес и Ивица Олич дела у Клозе пошли хуже.

### «Лацио» (2011—2016)
Летом 2011 года у Клозе закончился контракт с «Баварией». Нападающий и клуб не смогли договориться по условиям нового контракта, и в июне 2011 года игрок покинул клуб. После чего Мирослав Клозе поблагодарил «мюнхенцев» за четыре совместных года:
«Я провёл четыре интересных и успешных года в Мюнхене и за это от души благодарю „Баварию“. Выступать за неё всегда было для меня честью».
 9 июня Клозе подписал двухлетний контракт с римским «Лацио». Заработная плата футболиста составила 2 млн евро за сезон. Во время подписания контракта с Клозе главный тренер «бело-голубых» Эдоардо Рея признался, что давно разговаривал с форвардом о переезде в Рим и рад, что Миро сдержал своё слово, несмотря на интерес таких клубов как «Ливерпуль», «Ювентус» и мёнхенгладбахской «Боруссии».
На предсезонных сборах «орлов» немец забил 7 мячей. Мирослав Клозе дебютировал за новый клуб 16 июля 2011 года против любительской команды «Ауронцо ди Кадоре». Новичок «римлян» отметился пятью забитыми мячами, а «Лацио» выиграл со счётом 16:0.
18 августа Клозе, в квалификационном матче Лиги Европы, забил гол в ворота македонского клуба «Работнички», что помогло «орлам» разгромить соперников — 6:0. 9 сентября Мирослав Клозе забил первый гол в Серии А, поразив ворота чемпиона — «Милана». Матч завершился результативной ничьей — 2:2.
21 сентября немец во второй раз отличился в чемпионате, забив решающий гол в ворота «Чезены» (2:1). 29 сентября во втором матче группового этапа Лиги Европы Клозе поразил ворота португальского «Спортинга», сравняв счёт в матче, однако «орлы» уступили — 1:2. 2 октября Клозе забил гол и отдал голевую передачу на Эрнанеса в гостевом матче против «Фиорентины». Удачные действия немца помогли римскому клубу добиться непростой победы — 2:1. В следующим матче против заклятого врага «Лацио» — «Ромы» участие Мирослава Клозе было под вопросом, из-за повреждения, которое футболист получил на тренировке сборной. На следующий день Клозе прошёл медицинское обследование, по результатам которого у него было диагностировано растяжение мышц колена. Однако Клозе сумел восстановиться к римскому дерби. На третьей дополнительной минуте матча Миро забил победный гол своей команды. После великолепного матча Клозе заявил, что по завершении Чемпионата мира в Бразилии он повесит бутсы на гвоздь. В конце октября Мирослав попал в список претендентов на «Золотой мяч». 10 декабря Клозе, в игре 15-го тура против «Лечче», сделал дубль и отдал голевую передачу, что помогло «Лацио» добиться не простой победы — 3:2. 15 января Клозе забил первый гол в календарном году, поразив ворота «Аталанты» из города Бергамо (2:0). 29 января Клозе отметился дублем в ворота «Кьево», забив голы в конце матча. 26 февраля немец принёс победу «Лацио» над «Фиорентиной», забив единственный гол в матче. В конце марта Клозе получил травму левого бедра и выбыл из игры на месяц. Мирослав Клозе вернулся на поле 6 мая в игре против «Аталанты», выйдя на замену. Всего в чемпионате Италии Клозе сыграл в 27 матчах, в которых забил 12 голов и отдал 5 голевых передач. В Серии А «орлы» финишировали на четвёртом месте.
В начале сезона 2012/13 в матче Серии А против «Наполи» Клозе убедил арбитра не засчитывать гол, который он забил рукой.
В октябре 2012 года за этот поступок футболист получил специальный приз за честную игру от Международной федерации футбола. Это стало второй наградой Клозе за честную игру, — первый приз ФИФА игрок получил в 2005 году, когда, играя за «Вердер», убедил арбитра не назначать пенальти в ворота «Арминии», признавшись, что вратарь завладел мячом до столкновения с ним.
5 мая 2013 года, в домашнем матче чемпионата против середняка «Болоньи», Клозе оформил пента-трик (5 голов), а «Лацио» разгромил соперника со счётом 6:0.
В интервью после знаменательной игры Клозе заявил:
«Я сделал все, что было в моих силах. Это замечательный день как для меня, так и вообще для всех игроков, всего „Лацио“. Когда команда так помогает и снабжает мячом, я могу забивать без особых проблем. Я должен поблагодарить своих партнёров».
Немец повторил достижение нападающего «Ромы» Роберто Пруццо, забившего пять мячей в одном матче Серии А в 1986 году.
Клозе оформил пента-трик за 40 минут, чего ранее в истории «Лацио» не делал никто. По окончании этого сезона стороны договорились продлить контракт ещё на один сезон. В сезоне 2013/14 Клозе всё чаще начинал появляться на поле со скамейки запасных, уступая место в основе более молодым футболистам. На старте чемпионата Серии A Клозе отметился голами в матчах с «Ювентусом» (1:4) и «Удинезе» (2:1). Порой голы Клозе оказывались решающими или даже единственными в матче.
Несмотря на свои обещания повесить бутсы на гвоздь сразу после окончания мирового первенства в Бразилии, Мирослав Клозе продолжил защищать цвета «Лацио», отметившись голевой передачей в поединке второго тура против «Чезены» (3:0). После невнятного старта «римляне» набрали неплохой ход, а Клозе отметился дублем в поединке против «Кальяри» (4:2) и победным мячом в противостоянии с «Торино» (2:1). Во втором круге чемпионата 36-летний форвард отличался практически в каждом поединке. Он выдал результативную серию из 4 матчей в марте, оформив дубль в одном из ключевых противостояний сезона против «Фиорентины» (4:0).

### Карьера в сборной

#### Дебют
Стремительно взлетевший на футбольный Олимп нападающий привлёк внимание представителей сразу двух национальных сборных. В начале 2001 года Клозе получил приглашение выступать за национальную сборную Польши: её главный тренер Ежи Энгель приехал в Германию специально для того, чтобы уговорить молодого нападающего защищать цвета его команды. Однако Клозе наотрез отказался, заявив о намерении дожидаться вызова от Руди Фёллера. Позже Клозе признался, что он на тот момент уже знал о намерении Фёллера пригласить его, в ином случае он всерьёз задумался бы над предложением Энгеля. И приглашение в стан немецкой сборной не заставило себя ждать: дебют Клозе в её составе состоялся уже 24 марта 2001 года в Леверкузене в матче отборочного турнира Чемпионата мира со сборной Албании. Выйдя на замену, форвард принёс своей команде победу, забив головой за две минуты до конца игры (конечный счёт матча 2:1). В следующем матче в составе сборной, против греков, Мирослав Клозе снова забил гол, выведя вперёд свою команду, находившуюся в меньшинстве (итоговая победа 4:2). Фёллер радостно хвалил своего подопечного: «Миро обладает прекрасной скоростью, замечательно играет головой, обладает превосходными техническими данными!» Бундестренер не колеблясь включил Клозе в заявку сборной на чемпионат мира по футболу. После матча с греками для немецкой сборной наступает трудный период: сначала они играют вничью тяжёлый гостевой матч с финнами, который вполне мог окончиться и поражением (2:2), затем терпят унизительное поражение в Мюнхене от главных соперников по группе — англичан (1:5), перед матчем с которыми Фёллер заявлял о намерении выиграть и выйти таким образом досрочно на чемпионат мира. Ответный матч с финнами немцы хоть и играли дома, но свели его снова к ничьей, на этот раз нулевой.

#### Чемпионат мира 2002
На чемпионате мира 2002 года в Японии/Корее Мирослав Клозе в первой же игре сделал хет-трик в ворота сборной Саудовской Аравии и отдав голевую передачу, внёс серьёзный вклад в разгромный итоговый счёт 8:0. Затем в последующий двух матчах группового этапа — против Ирландии и Камеруна — Клозе забил ещё по мячу, в игре против африканцев сделав к тому же голевой пас. В итоге немцы дошли до финала, уступив в нём бразильцам со счётом 0:2. В плей-офф Клозе забить не смог, но и без этого прошедший чемпионат стал для него очень успешным — как для него лично, так и для сборной (в ходе двух предыдущих чемпионатов немцы не смогли дойти до полуфинала): с 5 голами на счету (все были забиты головой) он разделил с Ривалдо второе место в списке бомбардиров турнира и вошёл в символическую сборную. Клозе стал одним из главных открытий турнира, уже после первого матча пресса сравнивала его с легендарным Гердом Мюллером.

#### Чемпионат Европы 2004
Несмотря на неудачи в клубе, Мирослава Клозе стабильно продолжали вызывать в сборную страны: он вышел на поле во всех 8 матчах квалификационного турнира чемпионата Европы 2004, забив по одному голу в двух матчах против сборной Фарерских островов. Сборная Германии вышла в финальную стадию чемпионата Европы с первого места в группе, однако в Португалии немцев ждал большой провал: команда оказалась в «группе смерти» и не смогла пройти дальше, не выиграв ни одного матча, а Клозе не удалось забить ни единого гола, да и сам он выходил только на замену.

#### Чемпионат мира 2006
На домашнем чемпионата мира 2006 года в Германии, в день своего рождения — 9 июня, в матче открытия против сборной Коста-Рики Клозе сделал дубль, игра завершилась победой немцев 4:2. В следующем матче — против родной Польши — Клозе отличиться не смог, растранжирив несколько моментов, а победу с минимальным счётом обеспечил на последней минуте Оливер Нёвилль.
В последней игре группового этапа — против эквадорцев (итоговый счёт 3:0) — Клозе сделал второй дубль на чемпионате, став абсолютным лидером в списке голеадоров. Во встрече в 1/8 со Швецией форвард хоть и не забил, зато блеснул талантом плеймейкера, поучаствовал в обеих голевых атаках и был признан лучшим игроком матча.
В четвертьфинале Клозе спас свою команду от поражения, на 80 минуте забив головой в ворота сборной Аргентины и переведя игру в овертайм. В серии пенальти немцы оказались сильнее. Гол в ворота одних из фаворитов турнира помог Клозе преодолеть репутацию игрока, забивающего только заведомо более слабым оппонентам.
В двух последних матчах — полуфинале, проигранном будущим чемпионам — итальянцам, и победоносном для немцев матче за третье место против сборной Португалии, Клозе не удалось забить, что не помешало ему, однако, остаться лучшим бомбардиром турнира и получить «Золотую бутсу». Клозе тогда сказал, что хотя интересы команды всегда стояли для него выше личных успехов, он рад, что титул лучшего снайпера останется в Германии.

#### Чемпионат Европы 2008
На европейское первенство 2008 года Клозе отправлялся в роли действующего чемпиона Германии. На данном соревновании он провёл шесть матчей и лишь дважды был заменен. Клозе забил мячи в рамках четвертьфинала и полуфинала, а его команда добралась до финала, где уступила сборной Испании (0:1). Клозе с двумя голевыми передачами и двумя голами был признан лучшим игроком в составе сборной Германии, а также попал в символическую сборную по версии ФИФА.

#### Чемпионат мира 2010
В сентябре 2007 года в матче против Уэльса Мирослав Клозе впервые вывел Германию на поле с капитанской повязкой, забив в тот день один из двух безответных голов, обеспечивших победу его команде. А 10 сентября 2008 года в отборочном матче к ЧМ-2010 со сборной Финляндии на выезде сборная Германии сыграла вничью 3:3, причём автором всех трёх мячей немецкой сборной стал Клозе. В отборочных играх на чемпионат мира забил 7 мячей, один из которых стал победным в матче против сборной России. После этого матча сборная Германии оформила себе путёвку на чемпионат мира.
На чемпионате мира 2010 года в ЮАР в группе немцы разгромили австралийцев (4:0), в меньшинстве уступили сербам (0:1; сам Клозе был удалён с поля) и заставили своих поклонников здорово поволноваться в последнем туре группы против сборной Ганы (1:0), но всё же вышли в 1/8 финала с первого места.
В матче 1/8 финала сборная Германии обыграла сборную Англии со счётом 4:1 и вышла в следующую стадию плей-офф. Первый гол в матче забил Клозе на 20-й минуте. Немецкий нападающий выиграл верховую борьбу у Апсона после дальнего заброса своего вратаря и не оставил шансов Джеймсу. Голкипер сборной Германии Мануэль Нойер таким образом стал автором голевой передачи. На 32-й минуте Лукас Подольски удвоил преимущество «бундесмашины». После отличной комбинации на фланге все тот же Клозе выдал ему блестящую передачу, и Подольски, оказавшись с Джеймсом с глазу на глаз, пустил мяч ему между ног. Эта победа вывела сборную Германии в 1/4 финала ЧМ-2010, где команда Йоахима Лева сразилась со сборной Аргентины.
На 67-й минуте немцы забили уже дважды, после прострела Лукаса Подольски отличился Мирослав Клозе. На 89-й минуте Клозе добил сборную Аргентины — 4:0. Таким образом он помог своей сборной преодолеть 1/4 финала. В полуфинале немцы уступили испанцам 0:1 и в борьбе за 3-е место с Уругваем выиграли бронзовые медали.
Ветеран сборной Германии заявил, что планирует принять участие в мундиале 2014 года в Бразилии: «Я думаю, что до сих пор могу играть на высшем уровне и продолжать забивать голы. Мне всего 32 — я не так уж и стар. Почему бы мне не выступить в Бразилии, если в ближайшие 4 года я сохраню хорошую игровую форму».

#### Чемпионат Европы 2012

##### Отборочный турнир
Сборная Германии в квалификации на Евро-2012 попала в группу А. Её соперниками стали команды Турции, Бельгии, Австрии, Азербайджана и Казахстана. Первым матчем стала игра в гостях против бельгийцев, где Мирослав Клозе забил единственный гол во встрече, принеся немцам победу со счётом 1:0. В следующем матче Германия дома одержала лёгкую победу над сборной Азербайджана со счётом 6:1. Клозе вновь забил, отметившись дублем. 8 октября немцы крупно переиграли турок со счётом 3:0. Миро, как и в матче с Азербайджаном, записал на свой счёт два мяча. Через четыре дня, 12 октября, Клозе забил один из трёх голов в ворота Казахстана, а подопечные Йоахима Лёва добились уверенной победы со счётом 3:0. В 5-м туре немцы вновь разгромили казахов — 4:0. Клозе отметился дублем. В оставшихся семи матчах отборочного цикла Клозе сыграл лишь одну встречу против Турции, где забил один из шести голов Бундестим (6:2). Всего в отборе на Евро-2012 Клозе отличился в шести матчах, забив 9 голов, и забивал в каждой встрече, в которой принимал участие. Германия уверенно вышла в финальную стадию Чемпионата Европы, выиграв все 10 матчей (30 очков).

##### Финальный раунд
Жеребьёвка финальной части Евро-2012 состоялась в 2 декабря 2011 года в Киеве. Команда Германии попала в «группу смерти», где были сборные Португалии, Дании и Нидерландов.
7 мая тренер Бундестим Йоахим Лёв назвал расширенный состав сборной, куда вошёл и Мирослав Клозе. 28 мая Лёв назвал окончательный список игроков, которые поедут в Польшу и Украину. Клозе был одним из двух нападающих (второй — Марио Гомес.)
В первых трёх матчах группового этап Клозе неизменно выходил на замены вместо Марио Гомеса. Германия уверенно заняла первое место в группе, набрав 9 очков, и вышла в четвертьфинал, где её соперником стал триумфатор Евро-2004 — сборная Греции. В 1/4 финал Клозе впервые вышел в стартовом составе, а Гомес остался в запасе. Германия добилась победы со счётом 4:2, выйдя в полуфинал. А Клозе забил свой первый гол на Евро, отличившись с передачи Месута Озила на 68 минуте встречи. Этот матч стал для Клозе 120-м в футболке сборной. После победы Мирослав Клозе поделился впечатлениями от победы над Грецией:

 Было трудно. Ожидали от греков очень компактной игры, порой они отряжали в защиту по пять человек. Но мы можем быть довольны. Мы добились, чего хотели, разыгрывая быстрые комбинации и создав очень много моментов. Я рад тому что забил гол и тому, что команда сыграла хорошо. Оба возможных соперника по полуфиналу очень хороши. С Англией мы играли в 2010 году, а с Италией встречались в Дортмунде. Посмотрим, кто из них пройдет дальше. Сейчас мы просто ждем, кто станет нашим следующим соперником. 
Также Клозе стал первым футболистом в истории, сыгравшим в пяти полуфиналах чемпионатов мира и Европы (и третьим игроком, имеющим медали пяти таких больших турниров, после других легендарных футболистов «Бундестим», Франца Беккенбауэра и Лотара Маттеуса). В полуфинале против итальянцев Клозе остался в запасе, но вышел уже в начале второго тайма, при счёте 0:2. Немцы сумели отыграть один гол, но проиграли со счётом 1:2, уступив право Италии сыграть в финале.
На Евро Клозе провёл 5 встреч, в которых забил один гол.
После чемпионата Европы Мирослав Клозе заявил, что после чемпионата мира 2014 года завершит выступления за сборную.

#### Чемпионат мира 2014
Потенциальный рекорд Мирослава Клозе стал одним из украшений мирового первенства в Бразилии. Клозе попал в окончательную заявку Йоахима Лёва для поездки на турнир и начал ждать своего шанса. В первом поединке группового этапа Клозе остался на замене. В следующем матче против Ганы (2:2) он вышел за 20 минут до финального свистка и помог своей команде сравнять счёт, замкнув скидку Матса Хуммельса спустя две минуты после выхода на поле. Во встречах плей-офф именно Клозе выходил в стартовом составе. 8 июля игрок забил в памятном поединке против сборной Бразилии (7:1) и стал лучшим бомбардиром в истории чемпионатов мира. Клозе побил рекорд бразильца Роналдо, отметившись в итоге 16 мячами в финальных стадиях чемпионатов мира. Для достижения данного рекорда Клозе понадобилось более 25 матчей и 14 лет. 10 из этих голов были забиты головой, притом, что рост Миро едва достигает 180 см. Венцом его выступлений на чемпионатах мира стала победа Германии в финале над Аргентиной 1:0 — на 88-й минуте Клозе был заменён Марио Гётце, который и забил победный гол. Клозе стал первым в истории футболистом, завоевавшим медали на четырёх чемпионатах мира подряд. Вскоре после окончания турнира Клозе объявил о завершении карьеры в сборной:
«Я счастлив, что все так сложилось. Я давно говорил, что завершу карьеру после данного турнира. Я ухожу в ранге чемпиона мира – сбылась моя детская мечта. Я горд и счастлив, что был частью этой команды. Думаю, лучшего момента завершить карьеру нельзя и придумать».
За 13 лет в составе сборной Германии Клозе провёл 137 официальных матчей и забил 71 гол. В неофициальных встречах и товарищеских турнирах Клозе забил более 130 мячей, являясь абсолютным рекордсменом команды. По количеству проведённых встреч (137) Мирослав является вторым после Лотара Маттеуса. Помимо достижений в финальных стадиях международных турниров Клозе много и часто забивал в отборочных и стыковых матчах, нередко собственноручно вытаскивая сборную из сложных ситуаций. К примеру, на счету Клозе 19 матчей в рамках квалификационных компаний чемпионатов Европы — лучший показатель в истории сборной Германии.

## Тренерская карьера
1 ноября 2016 года объявил о завершении карьеры игрока и принял приглашение Йоахима Лёва войти в тренерский штаб сборной Германии.

## Стиль игры
Сильными сторонами Клозе являлись игра головой и высокая скорость. Помимо того, Клозе — выраженный командный игрок, всегда готовый поделиться мячом с одноклубником, если тот находится в более выгодной позиции. Своё кредо нападающий формулировал так: «В одиночку в футболе ничего не добьёшься». Поначалу Клозе являлся выраженным центрфорвардом, но за время игры в «Вердере» превратился в универсального игрока атаки, способного действовать как на острие, так и из глубины поля. Карл-Хайнц Румменигге однажды сказал, что у Клозе как у игрока практически нет недостатков.
Классическим празднованием гола для Мирослава являлось переднее сальто.

## Статистика выступлений

### Клубная статистика
| Выступление      | Выступление      | Выступление      | Чемпионат | Чемпионат | Кубки | Кубки | Еврокубки | Еврокубки | Итого | Итого |
| Клуб             | Лига             | Сезон            | Игры      | Голы      | Игры  | Голы  | Игры      | Голы      | Игры  | Голы  |
| ---------------- | ---------------- | ---------------- | --------- | --------- | ----- | ----- | --------- | --------- | ----- | ----- |
| Кайзерслаутерн   | Бундеслига       | 1999/2000        | 2         | 0         | 0     | 0     | 0         | 0         | 2     | 0     |
| Кайзерслаутерн   | Бундеслига       | 2000/2001        | 29        | 9         | 4     | 0     | 11        | 2         | 44    | 11    |
| Кайзерслаутерн   | Бундеслига       | 2001/2002        | 31        | 16        | 4     | 0     | 0         | 0         | 35    | 16    |
| Кайзерслаутерн   | Бундеслига       | 2002/2003        | 32        | 9         | 4     | 4     | 0         | 0         | 36    | 13    |
| Кайзерслаутерн   | Бундеслига       | 2003/2004        | 26        | 10        | 1     | 1     | 2         | 1         | 29    | 12    |
| Кайзерслаутерн   | Итого            | Итого            | 120       | 44        | 13    | 5     | 13        | 3         | 146   | 52    |
| Вердер           | Бундеслига       | 2004/2005        | 32        | 15        | 5     | 0     | 8         | 2         | 45    | 17    |
| Вердер           | Бундеслига       | 2005/2006        | 26        | 25        | 5     | 2     | 9         | 4         | 40    | 31    |
| Вердер           | Бундеслига       | 2006/2007        | 31        | 13        | 3     | 0     | 12        | 2         | 46    | 15    |
| Вердер           | Итого            | Итого            | 89        | 53        | 13    | 2     | 29        | 8         | 131   | 63    |
| Бавария          | Бундеслига       | 2007/2008        | 27        | 10        | 8     | 6     | 12        | 5         | 47    | 21    |
| Бавария          | Бундеслига       | 2008/2009        | 26        | 10        | 4     | 3     | 8         | 7         | 38    | 20    |
| Бавария          | Бундеслига       | 2009/2010        | 25        | 3         | 5     | 2     | 8         | 1         | 38    | 6     |
| Бавария          | Бундеслига       | 2010/2011        | 20        | 1         | 5     | 4     | 2         | 1         | 27    | 6     |
| Бавария          | Итого            | Итого            | 98        | 24        | 22    | 15    | 30        | 14        | 150   | 53    |
| Лацио            | Серия A          | 2011/2012        | 27        | 12        | 2     | 0     | 6         | 3         | 35    | 15    |
| Лацио            | Серия A          | 2012/2013        | 29        | 15        | 2     | 0     | 5         | 1         | 36    | 16    |
| Лацио            | Серия A          | 2013/2014        | 25        | 7         | 1     | 0     | 3         | 1         | 29    | 8     |
| Лацио            | Серия A          | 2014/2015        | 34        | 13        | 6     | 3     | 0         | 0         | 40    | 16    |
| Лацио            | Серия A          | 2015/2016        | 24        | 7         | 2     | 0     | 5         | 1         | 31    | 8     |
| Лацио            | Итого            | Итого            | 139       | 54        | 13    | 3     | 19        | 6         | 171   | 63    |
| Всего за карьеру | Всего за карьеру | Всего за карьеру | 446       | 175       | 61    | 25    | 91        | 31        | 598   | 231   |

на 19 мая 2016 года

## Достижения

### Командные
«Вердер»
- Обладатель Кубка немецкой лиги: 2005/06

«Бавария»
- Чемпион Германии (2): 2007/08, 2009/10
- Обладатель Кубка Германии (2): 2007/08, 2009/10
- Обладатель Кубка немецкой лиги: 2006/07
- Обладатель Суперкубка Германии: 2010
- Финалист Лиги чемпионов УЕФА: 2009/10

«Лацио»
- Обладатель Кубка Италии: 2012/13

Сборная Германии
- Чемпион мира: 2014
- Серебряный призёр чемпионата мира: 2002
- Бронзовый призёр чемпионата мира (2): 2006, 2010
- Серебряный призёр чемпионата Европы: 2008
- Бронзовый призёр чемпионата Европы: 2012

### Личные
- Футболист года в Германии: 2006
- Обладатель «Золотой бутсы» чемпионата мира 2006
- Обладатель «Серебряной бутсы» чемпионата мира 2002[157]
- Обладатель «Бронзовой бутсы» чемпионата Европы 2008
- Игрок сезона в Бундеслиге по мнению VDV : 2005/06[158]
- Лучший бомбардир чемпионата Германии: 2005/06 (25 голов)
- Лучший бомбардир Кубка Германии: 2007/08
- Лучший ассистент чемпионата Германии (2): 2005/06, 2006/07
- Входит в символическую сборную чемпионата мира по версии FIFA (2): 2002, 2006
- Лучший бомбардир в истории чемпионатов мира: 16 голов
- Лучший бомбардир в истории сборной Германии: 71 гол
- Занимает 2 место по числу сыгранных матчей за сборную: 137 матчей
- Занимает 1 место по числу выигранных матчей за сборную на чемпионатах мира: 17 матчей
- Единственный футболист, завоевавший 4 медали 4 чемпионатов мира подряд
- Единственный футболист, забивавший на трёх подряд чемпионатах мира не менее 4 мячей
- Единственный футболист, забивавший на четырёх подряд чемпионатах мира не менее 2 мячей
- Единственный футболист, сыгравший на 3 чемпионатах Европы и 4 чемпионатах мира подряд
- Единственный футболист, забивавший на 2 чемпионатах Европы и 4 чемпионатах мира подряд (ЧМ 2002, ЧМ 2006, ЧЕ 2008, ЧМ 2010, ЧЕ 2012, ЧМ 2014)
- Единственный футболист забивавший на одном чемпионате мира 2002 все 5 мячей головой
- Единственный футболист, сделавший пента-трик за Лацио в течение 40 минут
- Вошёл в Топ-20 лучших голеадоров 21-го века по версии IFFHS: 1 место
- Приз FIFA Fair Play: 2012
- Обладатель Награды президента УЕФА: 2023